# スペシャルグレード
スペシャルグレード（Special Grade）は、競艇（愛称：ボートレース）の競走格付けの中で、最高峰のクラスに位置するレースのことをいう。通称SG（エスジー）。通算最多優勝は、野中和夫の17回である。

## 解説
現在SGは全部で9つあり、原則としてそれぞれ各ボートレース場の持ち回りで開催される。
しかしながら、グランプリ（グランプリシリーズ）は、過去31回の開催のうち26回がボートレース住之江で開催されている。
開催期間は6日間で行われる。開催日程・開催ボートレース場は、毎年6月或いは7月頃の日本モーターボート競走会理事会にて決定される。
開催日程は初日から4日間が予選・5日目に準優勝戦そして6日目（最終日）に優勝戦が行われる（グランプリは、変則的なスケジュールとなる）。
優勝戦（最終日）は日曜日か祝日となるように日程が組まれているが、悪天候などにより中止順延となった場合には優勝戦（最終日）は平日に開催される。
SGの場外発売は開催ボートレース場以外のレース場・場外発売場で発売される。
2014年度からは、通称を「競艇」から「BOAT RACE」を使用したものに変更した。また、それぞれにSGマークと（年号）シリーズ戦の表記が添えられているが、賞金王決定戦のみ、GPマークと（年号）FINALの表記になっている。
SGでは、出場するレーサー全員にSG専用デザインのレーシングウェア（通称「SGカッパ」）が支給され、開催期間中のレース出走時にはそのSGカッパを着用することになっている。支給されたSGカッパは持ち帰って着用することもでき、多くのレーサーにとって「SGカッパを着用できるようになる」ことは一流レーサーの証と認識されており、SGカッパを将来の目標に掲げる若手レーサーも少なくない。

## SG一覧
出典
| 順番 | 開催 | 競走名 （下は下付賞）                                                     | 英語名称 （下はアルファベット表記）        | 優勝賞金    | 出場資格 |
| ---- | ---- | ------------------------------------------------------------------------- | ------------------------------------------ | ----------- | --- |
| 1    | 3月  | 鳳凰賞 内閣総理大臣杯                                                     | ボートレースクラシックBOATRACE CLASSIC     | 4200万円    | （1）前年度優勝者 （2）前年のグランプリファイナル出場者 （3）前年のSG、GI、GII優勝者及び優勝回数上位者 （4）前年の優勝回数上位選手 ※A1級でなくても出場可                            |
| 2    | 5月  | 笹川賞 笹川杯・日本モーターボート競走会会長杯                             | ボートレース オールスターBOATRACE ALLSTARS | 4200万円    | （1）前年度優勝者 （2）前年のグランプリファイナル出場者 （3）当年のボートレースクラシック優勝者 （4）ファン投票上位者 （5）選考委員会選出者                                         |
| 3    | 6月  | グランドチャンピオン決定戦 日本モーターボート競走会会長杯                 | グランドチャンピオンGRAND CHAMPIONSHIP     | 3600万円    | （1）前年度優勝者 （2）前年のグランプリファイナル出場者 （3）当年のボートレースオールスター優勝者 （4）前年4月1日から当年3月31日までのSG優勝戦完走者・予選得点上位者                |
| 4    | 7月  | オーシャンカップ 日本モーターボート競走会会長杯                           | オーシャンカップOCEAN CUP                  | 3600万円    | （1）前年度優勝者 （2）前年のグランプリファイナル出場者 （3）当年のグランドチャンピオン優勝者 （4）前年の5月1日から当年の4月30日までのGI、GII優勝戦出場上位者 ※A1級でなくても出場可 |
| 5    | 8月  | モーターボート記念 総務大臣杯                                             | ボートレース メモリアルBOATRACE MEMORIAL   | 4200万円    | （1）前年度優勝者 （2）前年のグランプリファイナル出場者 （3）当年のオーシャンカップの優勝者 （4）開催競走場以外のレース場の施行者推薦者（各2人）と開催施行者の推薦者                |
| 6    | 10月 | 全日本選手権 国土交通大臣旗                                               | ボートレース ダービーBOATRACE DERBY        | 4200万円    | （1）前年度優勝者 （2）前年のグランプリファイナル出場者 （3）当年のボートレースメモリアル優勝者 （4）前年8月1日から当年7月31日までの勝率上位者                                      |
| 7    | 11月 | チャレンジカップ（競艇王チャレンジカップ） 日本モーターボート競走会会長杯 | チャレンジカップCHALLENGE CUP              | 3600万円    | 当年1月1日から10月31日までの年間獲得賞金ランキングの上位32名 ※A1級でなくても出場可                                                                                                  |
| 8-1  | 12月 | グランプリシリーズ（賞金王シリーズ戦） 日本モーターボート競走会会長杯     | グランプリシリーズGRANDPRIX SERIES         | 2000万円    | 当年1月1日からチャレンジカップ優勝戦終了日までの年間獲得賞金ランキングの19位から60位までの者+グランプリ1stステージ敗退6選手（大会3日目以後出場） ※A1級でなくても出場可              |
| 8-2  | 12月 | グランプリ（賞金王決定戦） 日本モーターボート競走会会長杯                 | ボートレースグランプリTHE GRANDPRIX        | 1億1000万円 | 当年1月1日からチャレンジカップの優勝戦終了日までの年間獲得賞金ランキングの上位18名 ※A1級でなくても出場可                                                                            |

## ナイターレース
2002年の第48回モーターボート記念（当時）よりナイターレースでの開催が初めて行われた。
ボートレースクラシックが2022年3月に第57回大会をボートレース大村にて初のナイター開催が行われたことにより、2002年8月に開催されたモーターボート記念（当時）から19年7か月の時を経て全SGがナイターレースの開催を行った。

## 優勝戦出場選手選抜方法

### グランプリ以外のSGの場合
- グランプリを除いた全てのSG[注 5]は6日間で構成される。
- 開催初日から4日目までは予選を実施する。予選終了時で平均獲得ポイント上位18名が準優勝戦に進める。なお、初日の最終第12Rでは優秀選手による「ドリーム戦」として開催される[注 6]。
  - なお、グランプリ開催節で同時進行型で行うグランプリシリーズでは、グランプリ1stステージの下位6選手が3日目から合流、競走得点も1stステージの成績を持ち越すが、得点不足を補う目的で、3日目にこの6選手による「シリーズ復活戦」という得点を高めに設定した競走が行われる。
- 開催5日目は、グランプリシリーズ以外のSGは第10Rから第12Rまでの3レースに、グランプリシリーズは第8Rから第10Rまでの3レースに準優勝戦を実施する。ここからは6枠しかない優勝戦進出を懸けたトーナメント方式のノックアウトサバイバルレース。この準優勝戦では上位2着までに入ると翌日の優勝戦に進むことができる[注 7]。
- グランプリシリーズ以外のSGは開催最終日[注 8]の最終第12Rに、グランプリシリーズは開催最終日[注 8]の第11R[注 9]に優勝戦を実施する。優勝戦は準優勝戦3レースにおける、各レース上位2名[注 7]ずつの合計6名による一発勝負となる。単純明快で真っ先にゴールを駆け抜けた者がその大会の優勝者となり年末の賞金王への出場権を大きく引き寄せる。

### グランプリの場合
- 出場出来るのは年間獲得賞金ランキング上位18選手。
- 先ず、年間獲得賞金ランキングの7位から18位までの選手12名でファーストステージとなる「トライアル1stステージ」を実施する。ファーストステージは初日と2日目の2日間で勝負しポイント（着順点）の上位6選手が次のセカンドステージとなる「トライアル2ndステージ」に進出。下位6名は敗退が決定してグランプリシリーズに回る。
- 1stステージを勝ち抜いた6名は、年間獲得賞金ランキングの第1位から第6位のある意味、シードの6選手と合わせて「トライアル2ndステージ」を実施する。2ndステージは3日目から5日目まで勝負しポイント（着順点）の上位6名がファイナルステージとなる「グランプリファイナル」に進出。下位6名は順位決定戦に回る。なお、ファーストステージで積み上げた得点は完全にリセットされてしまうのでファーストからの勝ち抜き者もシード者も敗退の危機が迫る。
- なお、グランプリファイナル出場の6選手は次年のボートレースクラシックからボートレースダービーまでの全てのSGの優先出場権を得ることができる[注 10]ため、翌年のSG戦線へのアドバンテージとなる。
- グランプリは初日から5日目までは第11Rと第12Rがトライアルとなっており、最終日（6日目）は第10Rにグランプリ順位決定戦、第12Rにグランプリ優勝戦というレース構成となっている。
- なおグランプリの出場者が18人に拡大され、2段階トライアルからグランプリ優勝戦に乗る6名を決めるやり方は、2014年（平和島）からであり[7]、それ以前は12位までが決定戦（グランプリ）、13-60位の48名がシリーズ戦に回るというやり方だった。また決定戦（グランプリ）は3日目からで、全選手が3回（初期は2回）のトライアル競走を行ったのち、その得点の高い6名が決定戦に駒を進めるというやり方だった。

## 表彰式
全てのSGにおいて優勝戦終了後にセレモニーがある。 
日本モーターボート競走会会長から優勝カップが（ボートレースダービーではダービージャケットと認証状と優勝旗、グランプリでは黄金のヘルメット）、そして開催主催者の代表者から賞金の目録が贈られ、報道用の写真撮影後に優勝選手インタビューがある。
2019年からの優勝者特典として優勝するとボートレースバトルチャンピオントーナメントへの優先出場権の証し、エントリーフラッグが贈呈される。

## GRANDE5
2014年より「GRANDE5」（グランデファイブ）と呼ばれる、SGの中でも歴史と格式の高い5つのレースにおいて、優勝戦上位3選手に対し、順位に応じ金・銀・銅（グランプリのみプラチナ・金・銀）のメダルを贈呈する制度が新設された（2015年度からは、下位3人のボートレーサーに対しても記念品が贈呈されている）。金・銀・銅メダルの獲得数はゴールデンレーサー賞の表彰基準の一つとしても使用されている。なお、表彰式でのメダルの贈呈は有名芸能人やスポーツ選手等が担当している。
また、このメダル贈呈制度の創設と合わせて、2014年以降で最初にGRANDE5全てで優勝したボートレーサーに対し、グランドスラム達成の褒美として、3億円相当のインゴットが贈呈されることになっている。このインゴット贈呈は最初に達成した者のみに贈られることになっており、一度きりとしている。なお、2025年3月時点で最もインゴット獲得に近いボートレーサーは毒島誠であり、オールスター以外の4つを制覇している（次点は石野貴之、峰竜太、桐生順平の3名で、ともに残り2つ）。

## 過去のグランドスラム達成者（グランドスラマー）
競艇は最高峰のレースが時代と共に増えている為、全冠制覇達成→新レースの設立が繰り返されている。ここではその時代における全冠制覇を達成した者を取り上げる。

### 3冠時代
（全国地区対抗、モーターボート記念（ボートレースメモリアル）、全日本選手権（ボートレースダービー））
- 倉田栄一 - 1963年達成

### 4冠時代
1966年、総理大臣杯が新設され、四大特別競走となる（総理大臣杯（ボートレースクラシック）、笹川賞（ボートレースオールスター）、メモリアル、ダービー）。
- 北原友次 - 1978年達成
- 彦坂郁雄 - 1985年達成

### 5冠時代
1986年、賞金王決定戦（ボートレースグランプリ）が新設され、五大特別競走となる（クラシック、オールスター、メモリアル、ダービー、グランプリ）。
- 彦坂郁雄 - 1986年達成
- 野中和夫 - 1991年達成

### 6冠時代
1991年、グランドチャンピオン決定戦競走がSGとして新設される（クラシック、オールスター、メモリアル、ダービー、グランプリ、グランドチャンピオン。
- 野中和夫 - 1995年達成

### 7冠時代
1996年、オーシャンカップがSGとして新設される（クラシック、オールスター、メモリアル、ダービー、グランプリ、グランドチャンピオン、オーシャンカップ）。
- 野中和夫 - 1996年達成

### 8冠時代
1998年、チャレンジカップがSGとして新設される（クラシック、オールスター、メモリアル、ダービー、グランプリ、グランドチャンピオン、オーシャンカップ、チャレンジカップ）。
- 達成者なし

## 女性優勝者
- 2022年 ボートレースクラシック 遠藤エミ 女子史上初のSG制覇